# Sobralia undatocarinata
Sobralia undatocarinata är en orkidéart som beskrevs av Charles Schweinfurth. Sobralia undatocarinata ingår i släktet Sobralia och familjen orkidéer. Inga underarter finns listade i Catalogue of Life.